# Bábaság
A bába szülést segítő és a gyermekágyas asszonyt és újszülöttét ápoló nő, napjainkban kórházi szülésznő. Hasonló foglalkozások napjainkban a szülészorvos, meg a dúla, aki a szülés érzelmi feldolgozását segíti, illetve a védőnő, aki a kismama és csecsemője egészségét figyeli és gondozza. A bábának néha volt segédje, akit compónak, vagy fürösztőnek is hívtak.

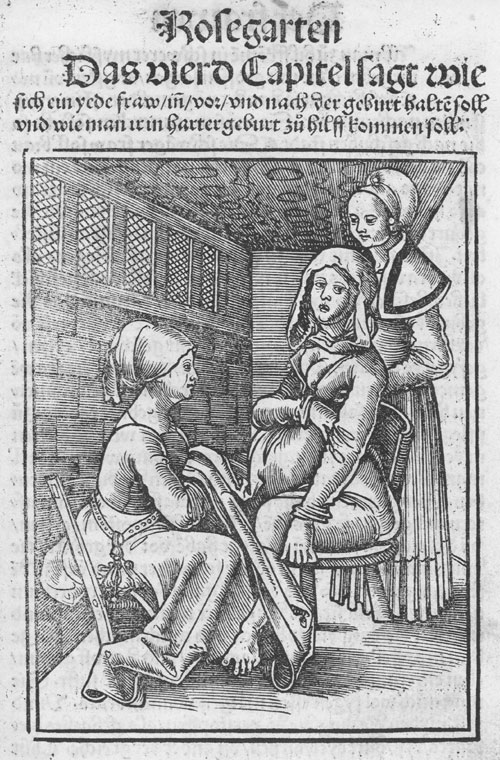
A legelső, 1515-ös kiadású bábáknak szóló könyv illusztrációja szülőszéken szülő nőt ábrázol

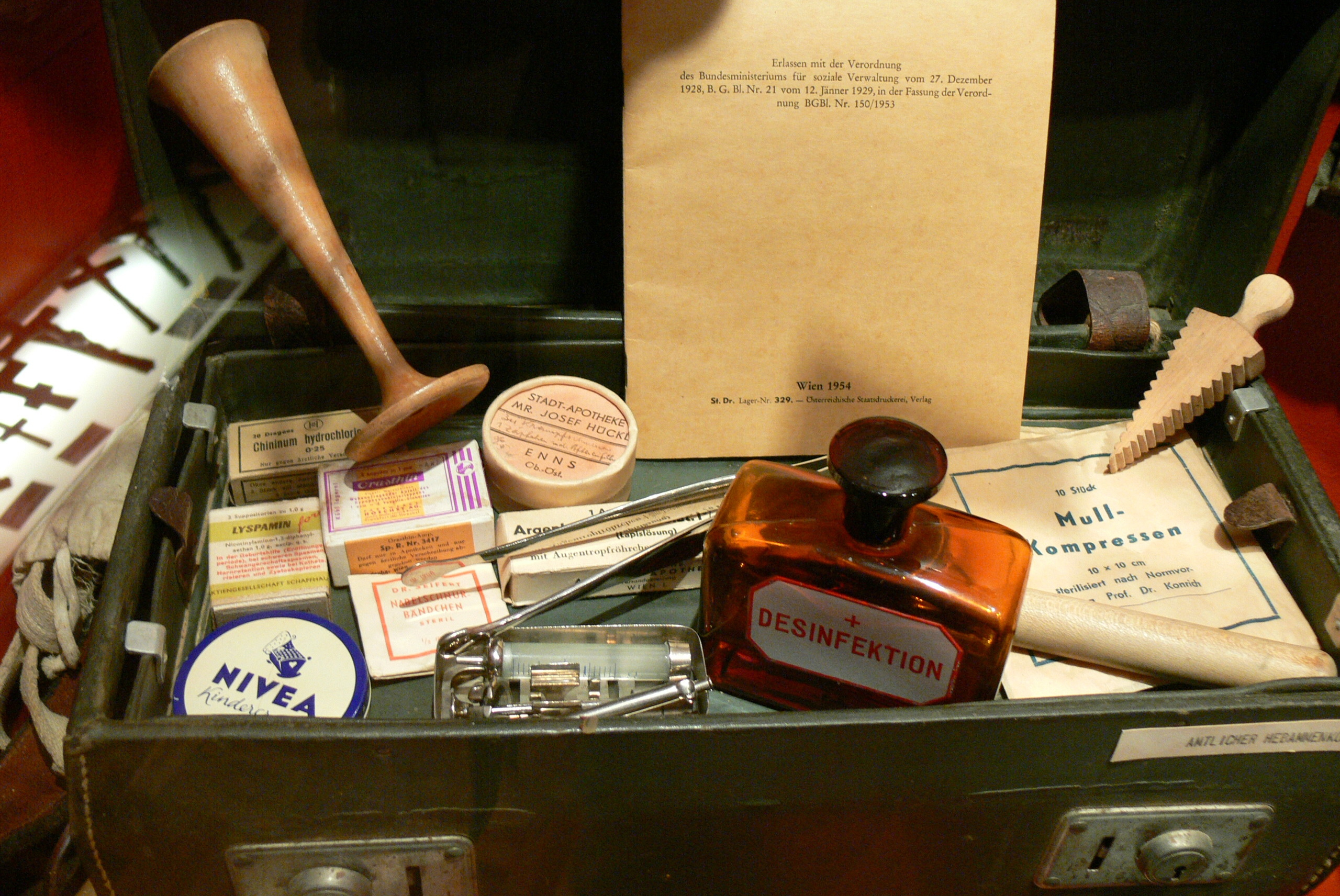
Hivatalos bábatáska tartalma Ausztriából, az 1950-es évekből

## Áttekintés
A szláv nyelvből átvett bába szónak eredetileg négy jelentése van, mégpedig: vénasszony, nagyanya, boszorkány („vasorrú bába”), szülésznő. A bábaság összetett feladat volt, tulajdonképpen a szüléstől a halálig terjedt a szerepe. A menstruációs problémákban, a terhességi rosszulléteknél, szoptatásnál tanácsot adott, vagy mindenféle női bajt és gyermekbetegségeket gyógyított, fület lyukasztott, de van arra adat, hogy férfiak nemi betegségét kezelte. Elvárás volt, hogy a bába szülés után legalább egy hétig járjon még az anyához, akár naponta kétszer is. A bábák besegítettek a mosásban, de ez a későbbiekben visszaszorult.

## A magyar bábaság története
A magyar „bába” első említése Könyves Kálmán király egy 1111-ben kelt oklevelében található.
1552-ben jelent meg az első működést szabályozó rendelet, mely szerint aki továbbra is bábaként kívánt dolgozni, annak a főhatóságok előtt esküt kellett tennie.
Az 1700-as évektől jelentek meg olyan orvosok, akik egyúttal „szülésmesterek” is voltak. Ők városokban praktizáltak, és csak a problémás szüléseknél vettek részt. Ekkoriban jelent meg a szülőszék is. Előtte a nők gyakran a földön vagy az istállóban változatos testhelyzetben szültek, hisz az ágy tisztítása sok munkával járt.

1745-ben Torkus Justus János pozsonyi városi főorvos javaslata alapján már országosan érvényes szabályzat utasította a bábákat, hogy működésük megkezdése előtt tisztiorvos jelenlétében tegyenek vizsgát. Ennek alapján Mária Terézia magyar királynő 1748-ban rendeletileg minden bábát vizsgatételre kötelezett. 1766-ban jelent meg Weszprémi István debreceni tiszti főorvos Bába Mesterségre Tanító Könyve, ami az első magyar nyelvű bábakönyv.

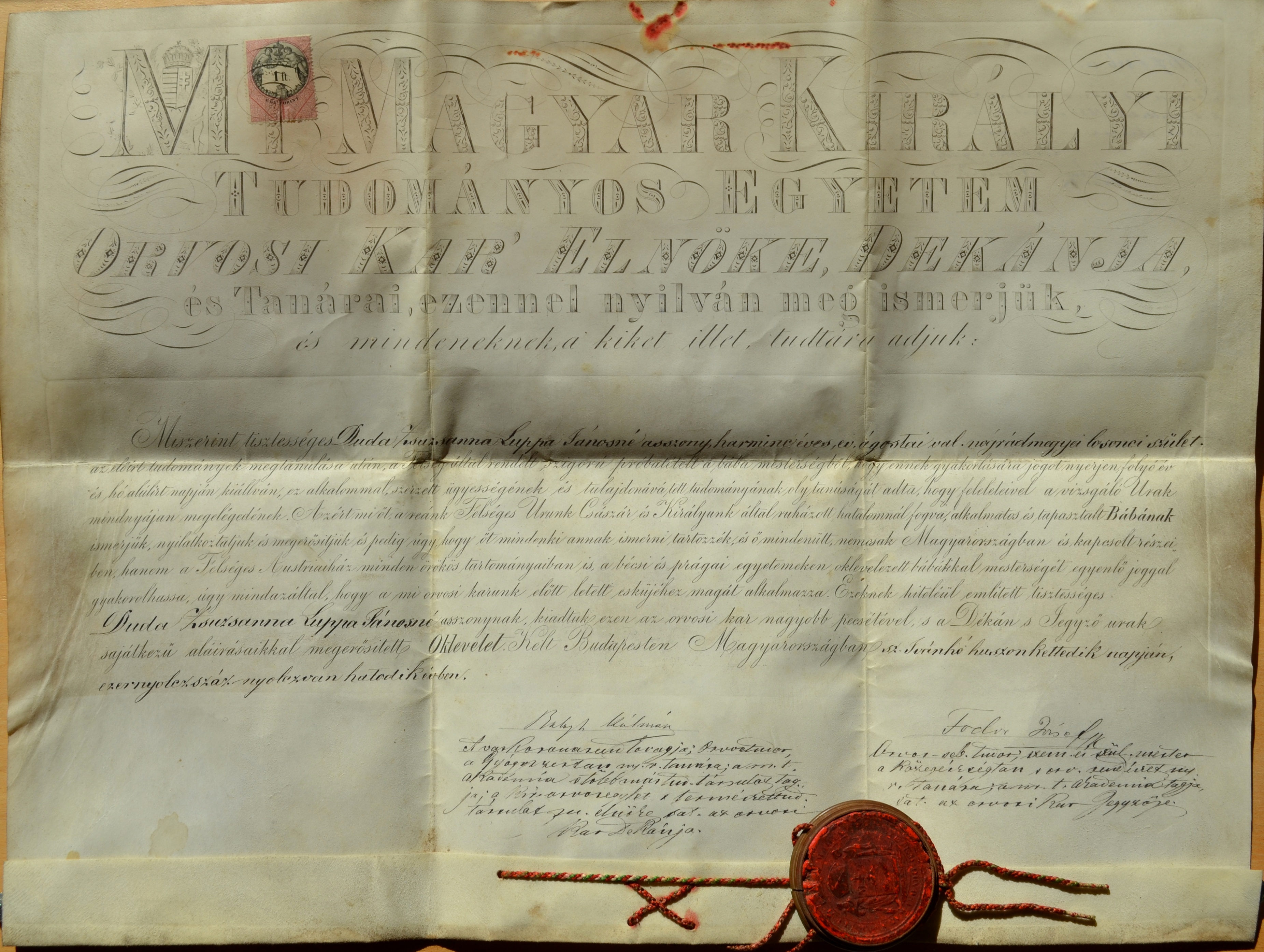
Bába-oklevél, 1886

Bábák képzettség szerint:
Okleveles bábák: ez volt a legkisebb létszámú, elméletben és gyakorlatban is képzett csoport. Tagjai főleg a polgárság köréből kerültek ki. Német nyelvtudásuk az ismeretek elsajátításánál előnyös volt. Külföldi, főleg a bécsi és a prágai egyetemeken vizsgáztak.
Cédulás bábák: a későbbiekben az úgynevezett másodrendű képzésű bábák csoportját alkották: ők már többen voltak. Oktatásuk kizárólag gyakorlatban történt, mégpedig úgy, hogy a vármegye tiszti főorvosa a megyei bábákhoz küldte őket 1–10 napos „tanfolyamra”.
Paraszt- vagy kontár bábák: ők voltak legtöbben: sok tapasztalattal, de kevés elméleti tudással rendelkeztek, a szülés körüli rítusok és hagyományok náluk előnyt élveztek. A legtöbb panasz velük kapcsolatos volt, a sok halálos kimenetelű szülés miatt. A boszorkányperek vádlottjai is főleg közülük kerültek ki.
1794-ben Rácz Sámuel a magyar nyelvű orvosi oktatás úttörője, sebészet-szülészet tanár A borbélyi tanítások könyvében a szülés levezetéséhez javasolt eszközöket és tárgyakat összefoglalta. Ekkoriban már léteztek „bábatáskák”, illetve komolyabb szülészeti műszerdobozok is.
A himlőoltás bevezetésekor a bábák is segédkeztek annak beadásában.
Az 1950-es évektől Magyarországon egyre inkább kötelezővé vált a kórházi, szülőotthoni szülés, így az önálló bábaság intézménye az évtized végére megszűnt. Az intézményekbe terelt bábák alárendelt szerepbe kerültek, szülésznőként, orvosasszisztensként dolgozhattak tovább. Az 1990-es évektől ismét megjelent a bábák által kísért otthon szülés iránti igény, amely a megtűrt féllegalitásból 2011-re rendelettel szabályozottan legálisan elérhetővé vált. A TB azonban nem támogatja, így sokak számára nem érhető el ez a lehetőség.